# 부산15구락부
부산15구락부(釜山15俱樂部)는 대한민국 제헌국회의원 선거에서 1석의 당선자를 내던 대한민국의 정당이다.
당시 당선자는 경상남도 하동군 선거구(제26선거구)에서 당선되던 강달수이다.